# Farah Pahlavi
Farah Pahlavi (în persană فرح پهلوی; n. 14 octombrie 1938, Teheran, Iran), născută Farah Diba (în persană فرح دیبا), a fost soția ultimului șah al Iranului, Mohammad Reza Pahlavi. A deținut titlul regal de Shahbanu a Iranului din 1961 până în 1979. Diba s-a născut într-o familie azebaidjano-iraniano-gilakă prosperă, a cărei averi s-a diminuat odată cu moartea prematură a tatălui său. Studiind arhitectura în Paris, îl cunoaște pe Șah Pahlavi, cei doi urmând să se căsătorească în 1959. Primul copil al cuplului, Reza Pahlavi, se naște pe 31 octombrie 1960 (pentru succedarea la tron era necesar un fiu). Deși nu a avut un rol politic, Pahlavi s-a implicat în viața iranienilor prin lucrarea cu organizații caritabile și fondarea primei universități cu predare în stil american din Iran. A susținut, de asemenea, răscumpărerea și aducerea artefactelor persane din muzeele lumii înapoi în Iran.
În 1978, proteste anti-imperialiste, ce semnalau o revoluție iminentă, motivează familia Pahlavi să părăsească Iranul în ianuarie 1979, sub presiunea amenințărilor cu moartea. Primesc azil politic în Egipt, cu aprobarea președintelui Anwar Sadat. În iulie 1980, șahul Pahlavi moare în exil. Farah Pahlavi continuă munca caritabilă după ce devine văduvă, împărțindu-și viața între Washington D.C. și Paris.

## Tinerețea
Farah Diba s-a născut pe 14 octombrie 1938 în Teheran, într-o familie de clasă superioară. A fost singurul copil al Căpitanului Sohrab Diba (1899-1948) și a soției sale, Farideh Ghotbi (1920-2000). Familia tatălui se trage din Azerbaidjanul iranian, în timp ce mama sa e de origine gilakă, din Lahijan. Tatăl său a fost absolvent al Școlii Speciale Militare de la Saint-Cyr și ofițer în Forțele Armate Imperiale Iraniene. Bunicul patern al lui Diba a fost ambasador al Iranului la St. Petersburg. Tatăl lui Diba moare în mod neașteptat în 1948, lăsând familia într-o situație financiară dificilă.
Farah își începe educația la Școala Italiană din Teheran, mutându-se apoi la Școala Jeanne d'Arc până la vârsta de șaisprezece ani. Mai târziu studiază la Licée Razi. A fost o sportivă desăvârșită, devenind căpitana echipei de baschet a școlii. În ultimii ani la Razi, își urmează pasiunea pentru arhitectură și pleacă să studieze la École Spéciale d'Architecture, în Paris.
În timpul vizitelor sale oficiale în străinătate, Șah Mohammad Reza Pahlavi o cunoaște pe studenta Farah Diba la ambasada iraniană din Paris în 1959. Cei doi își continuă relația în Teheran, anunțându-și logodna pe 23 noiembrie 1959.

## Domnia

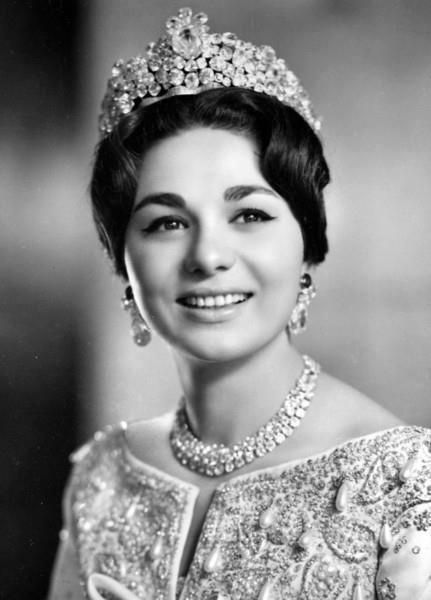
Farah Diba în ziua nunții, 21 decembrie 1959

Farah Diba s-a căsătorit cu Mohammad Reza Pahlavi pe 20 decembrie 1959, la vârsta de 21 de ani. Tânăra conducătoare a Iranului a generat rapid interesul publicului iar nunta sa a fost un eveniment acoperit de presa internațională. Rochia miresei a fost creată de Yves Saint-Laurent, pe atunci un designer al casei Dior. Pe cap, Diba a purtat tiara Noor-ul-Ain, încrustată cu diamantul roz cu același nume.
După festivitățile de nuntă, succesul mariajului avea să fie decis de sexul primului născut al cuplului. În Iran, doar bărbații puteau moșteni tronul, motiv pentru care Diba, a treia soție a Șahului, a fost victima unei presiuni naționale de a naște un fiu (a doua căsnicie a Șahului, cu Regina Soraya, s-a finalizat tocmai din cauza infertilității acesteia). Cei patru copii ai cuplului au fost:
- Prințul Moștenitor Reza Pahlavi al Iranului (31 octombrie 1960)
- Prințesa Farahnaz Pahlavi a Iranului (12 martie 1963)
- Prințul Ali Reza Pahlavi al Iranului (28 aprilie 1966 - 4 ianuarie 2011)
- Prințesa Leila Pahlavi a Iranului (27 martie 1970 - 10 iunie 2001)

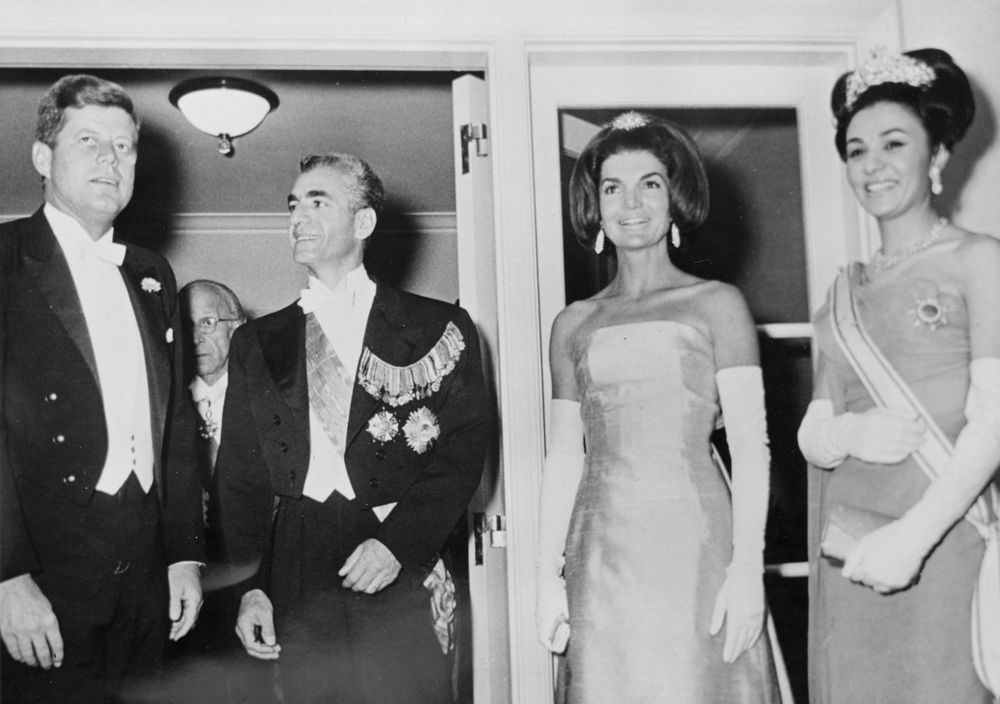
Familia regală a Iranului alături de JFK și Jacqueline Kennedy la un dineu la Casa Albă, 1962

Rolul noii regine în viața publică și în afacerile guvernametale era incert, aceasta având în principal misiunea de a-i concepe Șahului un moștenitor. După nașterea Prințului Reza aceasta a fost însă liberă să își devoteze timpul altor preocupări și activităților oficiale. În 1961, în timpul unei vizite oficiale în Franța, Pahlavi stabilește o relație de prietenie cu ministrul francez al culturii, André Malraux. Pe urma acestei amiciții se ochestrează multe schimburi de artefacte între galeriile și muzeele din Iran și Franța. Obiceiul continuă până la Revoluția Iraniană din 1979. Pahlavi participă de asemenea la deschiderea a diferite instituții de învățământ și de sănătate. Își folosește puterea pentru a-l influența pe Șah să acorde mai mult credit dezvoltării culturale a Iranului dar și să susțină mișcarea pentru drepturile femeilor. 
Una din cele mai importante inițiative ale lui Farah a fost fondarea Universității Pahlavi, creată pentru a spori nivelul de educație în rândul femeilor. A fost prima universitate cu predare în stil american din Iran. Înainte de universitatea Pahlavi, școlile superioare se modelau după stilul francez de predare.   
Activitatea umanitară a lui Pahlavi îi conferă o popularitate imensă în rândul iranienilor la începutul anilor '70.

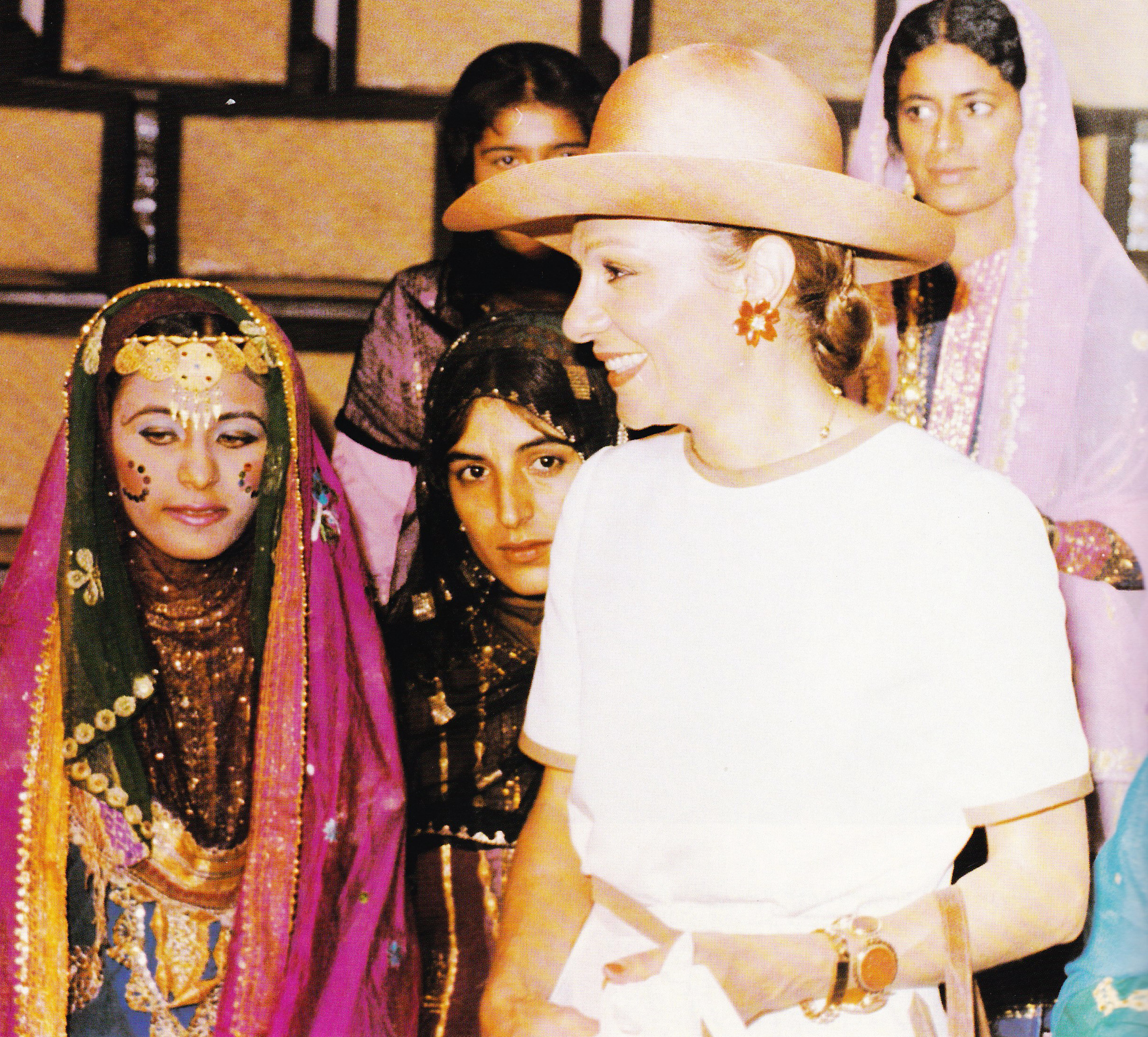
Shahbanu vizitând Bandar Abbas, 1965

Aceasta patrona peste 24 de organizații de educație, cultură și sănătate. Pahlavi face multe călătorii în zone izolate din Iran, întâlnindu-se cu localnici din fiecare parte a țării. La Ceremoniile Încoronării din 1967, Pahlavi primește titlul de Shahbanu, devenind prima împărăteasă a Iranului modern. Șahul o numește Regentă Oficială, ea având să domnească în cazul în care acesta va muri înainte de aniversarea de 21 de ani a fiului lor. Numirea de Regentă a unei femei era o practică neobișnuită într-o monarhie din Orientul mijlociu. În aceeași perioadă, bogăția generată de rezervele de petrol ale Iranului au încurajat o îmbrățișare a naționalismului la Curtea Imperială. 
În 1967, Pahlavi fondează Festivalul de Arte Shiraz, festival anual de vară ce avea ca scop promovarea artelor Iranului dar și a artiștilor occidentali. Festivalul s-a desfășurat până în 1977.
O țară bogată din punct de vedere cultural, Iranul a produs în cei peste 2500 de ani de istorie comori neprețuite. Aceste obiecte au fost achiziționate de-a lungul vremii de către muzee străine sau colecționari. Unul din principalele țeluri ale lui Pahlavi a fost să întoarcă artefactele în țara de origine, prin "răscumpărarea" lor. Acest lucru a putut fi realizat cu ajutorul fraților Houshang și Mehdi Mahboubian, cei mai proeminenți negustori de antichități iranieni ai acelei perioade. Aceștia au lucrat cu împărăteasa din 1972 până în 1978. Cu artefactele respective, Pahlavi fondează numeroase muzee naționale, unele dintre ele funcționând și astăzi.
Pahlavi s-a implicat de asemenea în cumpărarea unui număr mare de picturi occidentale și opere de artă contemporană, susținând dezvoltarea Muzeului de Artă Contemporană din Teheran. Muzeul a achiziționat astfel aproximativ 150 de lucrări semnate de artiști precum Pablo Picasso, Claude Monet, Andy Warhol și Jackson Pollock. Astăzi, colecția muzeului este considerată a fi una din cele mai impresionante din afara Europei și Statelor Unite.

## Revoluția Iranianăși exilul
La începtul anului 1978 în Iran, un număr de factori contribuie la desatisfacția poporului cu conducerea statului. Nemulțumirile iranienilor continuă să crească pe parcursul anului, ducând la proteste împotriva monarhiei. Printre cauzele răsculării se numără răspunsul conservator al islamiștilor, advers valorilor pro-europene și modernizatoare promovate de Șah.
Sub circumstanțele date Farah Pahlavi își anulează toate activitățile, din motive de securitate. Până la sfârșitul anului, situația politică se deteriorează și mai mult, culminând cu protestele violente din ianuarie 1979.

Protestatari anti-Pahlavi ținând postere defăimătoare, circa 1979.

Mohammad Reza Pahlavi și Farah Pahlavi decid să părăsească țara, decolând din Iran pe 16 ianuarie 1979.
Cuplul imperial primește azil politic din partea Egiptului, sub invitația președintelui Anwar Sadat. Între timp, noul Guvern Revoluționar ordonă arestarea și executarea Șahului și a soției sale, cerând cu vehemență extrădarea lor înapoi în Iran. Multe state, deși avuseseră o relație bună cu Iran înainte de Revoluție, încep să vadă adăpostirea cuplului regal în granițele lor ca o mare răspundere.
Conștienți de pericolul la care își expun gazdele, cuplul regal părăsește Egiptul, începând o călătorie de 14 luni în jurul lumiii în căutarea azilului politic. După Egipt, Șahul și Farah Pahlavi ajung în Maroc, unde sunt oaspeții Regelui Hassan al II-lea. Urmează refugii de scurtă durată în Bahamas și Mexic.
După plecarea din Egipt, starea de sănătate a Șahului s-a deteriorat rapid, acesta suferind de cancer limfatic. Avansarea bolii motivează cuplul regal să călătoarească în Statele Unite în căutarea unui tratament. Prezența lor în Statele Unite aprind însă și mai tare tensiunile dintre țara gazdă și revoluționarii din Iran. Ambasada americană din Teheran este atacată iar peste 60 de americani sunt luați ostatici. Evenimentul are să rămână cunoscut drept Criza Ostaticilor din Iran. Sub aceste condiții, Șahului și Împărătesei nu li s-a mai permis să rămână în Statele Unite. Aceștia fug în America de Sud (cu repulsie pentru administrația Carter), găsind refugiu pe insula Contadora din Panama. Vestea că Guvernul din Panama ar putea să-i aresteze pentru extrădare îi încurajează însă să se întoarcă în Egipt. Șah și Shahbanu ajung în Egipt în martie 1980, locuind aici până la moartea șahului, patru luni mai târziu, pe 27 iulie 1980.
Președintele egiptean Anwar Sadat îi organizează Șahului funeralii de stat. Farah Pahlavi rămâne în Egipt pentru aproximativ doi ani. Aici, președintele îi oferă palatul Koubbeh din Cairo ca reședință temporară. Sadat este asasinat în octombrie 1981, motivând familia regală iraniană să părăsească din nou Egiptul. Noul președinte american Ronald Reagan o informează pe regină că este bine-venită în Statele Unite.

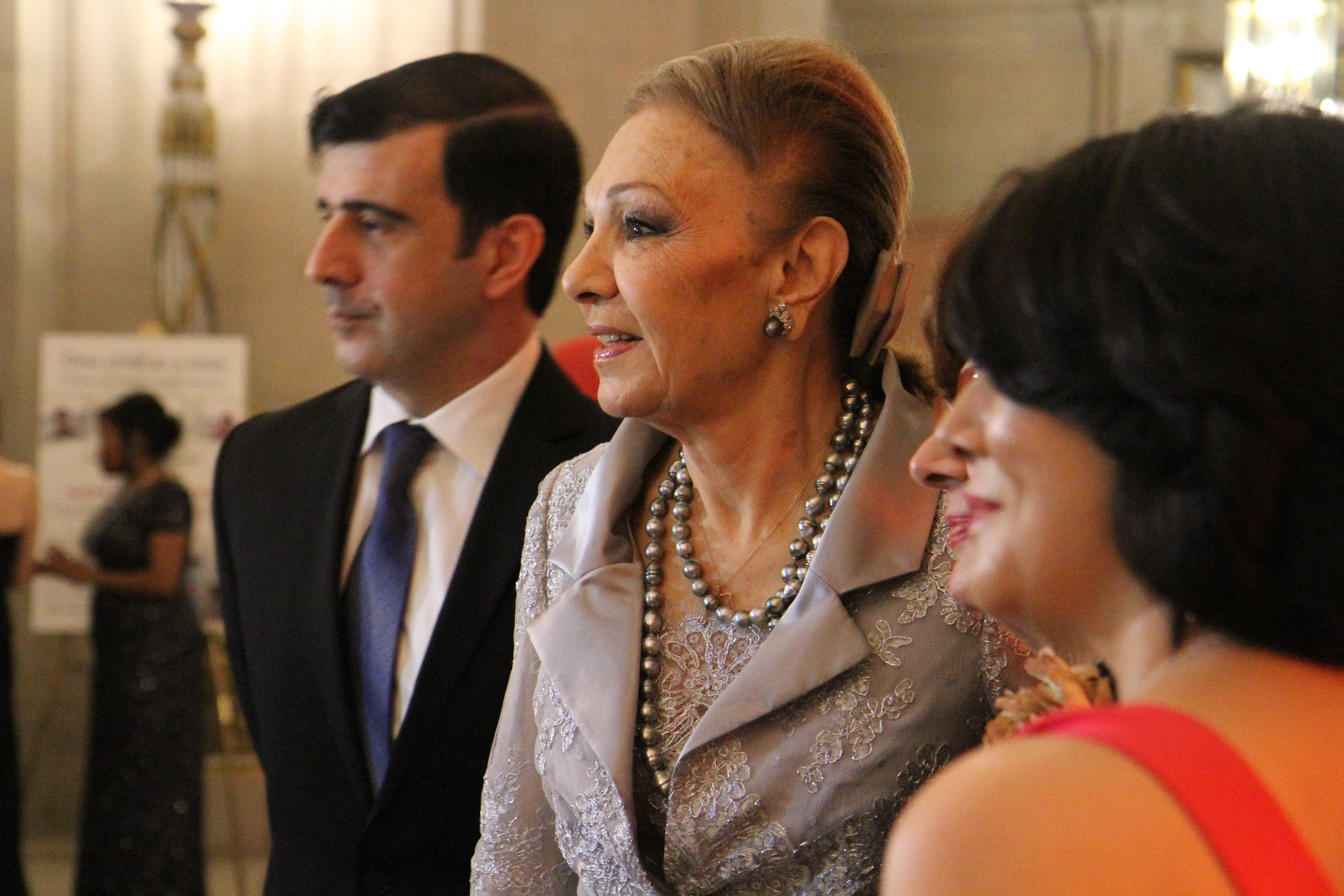
Farah Pahlavi în Washington D.C., 2016

Farah Pahlavi locuiește în Williamstown, Massachusetts și mai târziu cumpără o locuință în Greenwich, Connecticut. După moartea fiicei sale, Leila, în 2001, Pahlavi cumpără o casă în Potomac, Maryland, lângă Washington D.C., pentru a fi alături fiul și nepoții săi. În prezent, Pahlavi își petrece timpul între Washington D.C. și Paris. Face de asemenea o vizită anuală mausolemului Șahului la moscheea Al-Rifa'i din Cairo.
Farah Pahlavi are în prezent patru nepoate, trei dintre ele fiicele Prințului Moștenitor Reza al Iranului și a soției lui, Yasmine:
- Prințesa Noor Pahlavi (n. 3 ianuarie 1992)
- Prințesa Iman Pahlavi (n. 12 septembrie 1993)
- Prințesa Farah Pahlavi (n. 17 ianuarie 2004)

Fiul cel mic al lui Pahlavi, Ali Reza, are o fiică pe nume Iryana Leila Pahlavi (n. 26 iulie 2011).